# San Miguel Totolapan
San Miguel Totolapan è un comune del Messico, situato nello stato di Guerrero.